# چان سارون
چان سارون (همچنین با نام انگور هونگ سارون شناخته می‌شود، متولد ۱۸ مارس ۱۹۴۸، خمر: ច័ន្ទ សារុន ،Chinese) وزیر سابق کشاورزی جنگلداری و شیلات کامبوج بود. وی به حزب خلق کامبوج تعلق داشت و در سال ۲۰۰۳ به عنوان نماینده استان تائو در مجلس ملی کامبوج انتخاب شد. برادر کوچکترش بازیگر فقید کامبوجی-آمریکایی هاینگ اس. انگور بود. چان پسر یک پدر با نژاد چینی و یک مادر خمر است، با دودمان هاکا از میژو.